# فروع الدين
فروع الدين هي الأحكام الدينية والعملية التي شرّعها الإسلام لتوجيه سلوك الإنسان العملي والعبادي، وتنظيم معاملاته مع الله ومع المجتمع وكل ما يحيط به.
فإن التعليمات الإسلامية تنقسم إلى أصول وفروع. فأما أصول الدين فهي المبادئ والأسس التحتية لفكر الإنسان وسلوكه العقائدي والفكري في مختلف المسائل الفقهية والسياسية والأخلاقية والاجتماعية والاقتصادية والثقافية وما إليها في الإسلام، وهي عند الشيعة خمسة: التوحيد والعدل والنبوّة والإمامة والمعاد. 
وأما فروع الدين فهي التعاليم والأحكام العملية المنبثقة من الأسس العقائدية والملائمة لها، وهي ترتبط بأفعال الإنسان، أي سلوكه العملي. فهي تبتني علی أصول الدين. وينبغي فيها الالتزام والعمل على طبقها بخلاف الأُصول، المطلوب فيها اليقين والقطع والجزم، لا العمل.
وقد اشتُهِر أنّ فروع الدين عشرة، وهي: الصلاة، الصوم، الحج، الجهاد، الزكاة، الخمس، الأمر بالمعروف، النهي عن المنكر، التولّي والتبرّي.
يعتقد الشيعة أن الإسلام لا يقتصر على جواز التقليد في فروع الدين فحسب، بل إنّه يوجب ذلك إيجابًا.
وإنّ مرجع التقليد في فروع الدين هو نبي الإسلام والأئمة الاثنا عشر بصورة محدّدة، وفي حالة غيبة الإمام فمرجع التقليد، بالنسبة لمن ليسوا من أهل الرّأي في المسائل الفقهية ولم يتخصصوا في استنباط الأحكام في المسائل الإسلامية من الكتاب والسنّة، هو المجتهد الجامع لشرائط الاجتهاد.

## الصلاة
إنّ الصلاة في الشريعة الإسلامية عملٌ عباديٌ معروف، وهي صلة بين العبد وربّه ووسيلة مناجاة الإنسان لخالقه. تعد الصلاة عمود الدين وأول فروع الدين عند الشيعة. فإن صلحت صلحت سائر الأعمال وإن فسدت فسدت سائر الأعمال، كما ورد في الحديث النّبوي الشريف: «إنّ عمود الدين الصّلاة وهي أوَل ما يُنظَر فيه من عمل ابن آدم، فإن صحّت نُظِرَ في عمله وإن لم تَصِحَّ لم يُنظَر في بقيّة عمله».
قد ورد في القرآن حول الصلاة آيات كثيرة، قال تعالى: ﴿إِنَّنِي أَنَا اللَّهُ لَا إِلَهَ إِلَّا أَنَا فَاعْبُدْنِي وَأَقِمِ الصَّلَاةَ لِذِكْرِي ۝١٤﴾ [طه:14] و﴿وَأَقِيمُوا الصَّلَاةَ وَآتُوا الزَّكَاةَ وَمَا تُقَدِّمُوا لِأَنْفُسِكُمْ مِنْ خَيْرٍ تَجِدُوهُ عِنْدَ اللَّهِ إِنَّ اللَّهَ بِمَا تَعْمَلُونَ بَصِيرٌ ۝١١٠﴾ [البقرة:110] و﴿فَصَلِّ لِرَبِّكَ وَانْحَرْ ۝٢﴾ [الكوثر:2] وكذلك وردت العديد من الأحاديث حول أهمية الصلاة. قال رسول الله: « ليس مني من استخف بالصلاة ولا يرد علي الحوض لا والله». كما أن الإمام جعفر بن محمد الصادق الذي سُميَّ باسمه المذهب الجعفري أوصى بالصلاة وهو على فراش الموت، فقال الإمام الكاظم: «إنه لما احتضر أبى عليه السلام قال: يا بني لا تنال شفاعتنا من استخف بالصلاة...».

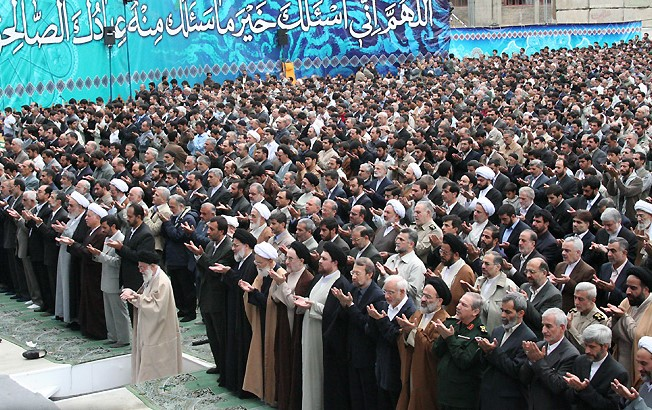
صلاة عيد الفطر بامامة آية الله خامنئي في طهران عام 2006.

تنقسم الصلاة إلى صلوات واجبة وأخرى مستحبة. الصلوات الواجبة هي: الصلاة اليومية وصلاة الآيات وصلاة الطواف الواجب وصلاة قضاء الولد الأكبر عن والده. تؤدى الصلاة اليومية خمس مرات يومياً فرضا على كل مسلم بالغ عاقل خالي من الأعذار سواء كان ذكرا أو أنثى. والصلوات المستحبة فهي كثيرة ومن أبرزها: النوافل اليومية وصلاة الليل وصلاة الزيارة وصلاة العيد وصلاة الغفيلة.
للصلاة أحكام وآداب وشروط، ومن شروطها الطهارة والستر وغيرها. تفتتحُ الصلاة بتكبيرة الإحرام، وتتضمن أقوالاً وأفعالاً خاصة، وتختتم بالتسليم. لا تختلف صلاة الشيعة عن صلاة السنة في أمورها الاساسية، إلاّ إنّها تختلف في الجزئيات. منها مسألة التكتف الذي هو غير موجود عند كل مذاهب السنة، ذهب مشهور فقهاء الإمامية بحرمته وبطلان الصلاة به، باعتباره أنّه أمر مستحدث وأنه كان أمراً غير موجود في حياة رسول الله. كما يؤمن الشيعة بعدم جواز السجود أثناء الصلاة إلّا على الأرض من رمل وحجر وتراب وكذلك على ما تنبت الأرض من غير المأكول ولا الملبوس، وان السجود على الملابس والاقمشة والأفرشة من سجاد ونحوها وكذلك على المعادن من نحاس وفضة وذهب امر غير جائز. والتربة الحسينية هي مصداق لما يصح السجود عليه.

## الصوم

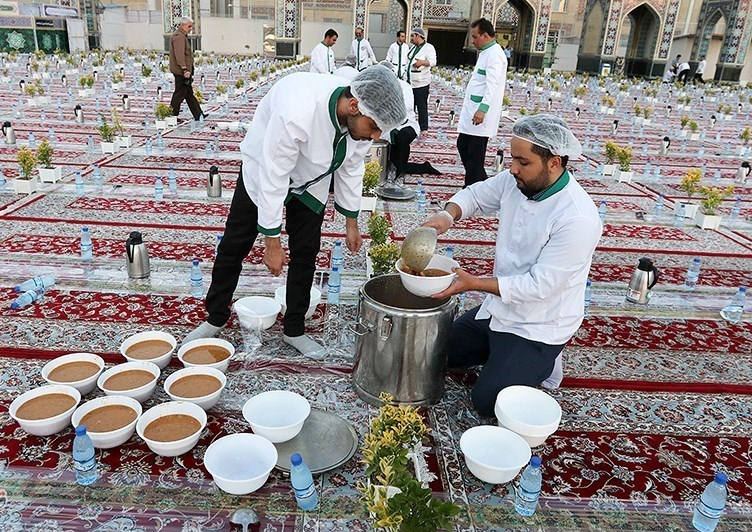
عملية تحضير سفر الإفطار اليومية في شهر رمضان في الحضرة الرضوية.

الصوم هو ثاني فروع الدين، وهو إما واجب كصيام شهر رمضان وأداء للنذور والكفارات، أو مستحب، قال تعالى: {{﴿يَا أَيُّهَا الَّذِينَ آمَنُوا كُتِبَ عَلَيْكُمُ الصِّيَامُ كَمَا كُتِبَ عَلَى الَّذِينَ مِنْ قَبْلِكُمْ لَعَلَّكُمْ تَتَّقُونَ ۝١٨٣﴾ [البقرة:183]، وقال الإمام الصادق: «من صام يوما في الحر فأصاب ظمأ وكل الله به ألف ملك يمسحون وجهه ويبشرونه حتى إذا أفطر قال الله عز وجل : ما أطيب ريحك وروحك ، يا ملائكتي اشهدوا أني قد غفرت له» وكذلك عن الإمام الصادق 
| فروع الدين | للصائم فرحتان: فرحة عند الإفطار وفرحة عند لقاء الله عز وجل | فروع الدين |

.
يبدأ الصوم من بداية الفجر الصادق حتى مغيب الشفق الأحمر استدلالًا بالآية القرآنية {وَكُلُوا وَاشْرَبُوا حَتَّى يَتَبَيَّنَ لَكُمُ الْخَيْطُ الأَبْيَضُ مِنَ الْخَيْطِ الأَسْوَدِ مِنَ الْفَجْرِ ثُمَّ أَتِمُّوا الصِّيَامَ إِلَى اللَّيْلِ}

## الحج
إنّ الحجُّ من أركان الإسلام المهمّة ومن أكبر العبادات الدينية والسياسية والاجتماعية، ذات المفاهيم القيمة. يجب على كل مسلم بالغ قادر أن يحج إلى بيت الله مرة واحدة على الأقل، قال تعالى: ﴿وَأَذِّنْ فِي النَّاسِ بِالْحَجِّ يَأْتُوكَ رِجَالًا وَعَلَى كُلِّ ضَامِرٍ يَأْتِينَ مِنْ كُلِّ فَجٍّ عَمِيقٍ ۝٢٧﴾ [الحج:27].
أكدت العديد من آيات القرآن وأحاديث رسول الله وأهل بيته علی هذه الفريضة. وإنّ المثوبات العظيمة المذكورة لهذه الفريضة وكذا العقوبات الشديدة الّتي ذكرت لمن يترك هذه الفريضة، تحكي في الحقيقة عمّا في هذه العبادة الإسلامية الكبرى من أسرار، وحكم، ومن فلسفة وهدف.
لهذه الفريضة منافع عديدةٌ وكثيرةٌ، ومن منافعها الاجتماعية والسياسية هو تعميق الوحدة بين المسلمين. ففي هذه الفريضة يجتمع المسلمون من شرق الأرض ومغربها علی اختلاف جنسياتهم وطوائفهم وأشكالهم وألوانهم ولغاتهم ويؤدون الحج في مكان واحد وتوقيت واحد دون أي فرق يميّزهم عن بعضهم وهذا ما يعزز المساواة عندهم ويحقّق مشهد الوحدة بينهم. فيصبح سبباً لعزّة المسلمين، وتعاظم قوتهم وشوكتهم أمام الأعداء.

## الجهاد
يعتبر الجهاد في سبيل الله أحد الفروض الإسلامية وفرع من فروع الدين، ويُقسم الجهاد إلى نوعين: الجهاد الأكبر وهو جهاد النفس، والجهاد الأصغر وهو القتال في سبيل الله.
الجهاد واجب كفائي (فرض كفاية)، ويُشترط في وجوبه عدة شروط، مثل التكليف والقدرة والعقل والذكورة، فيسقط عن النساء والشيوخ والمرضى من ليس له القدرة والصبيان والمجانين وغيرهم. ويُقسَّم الجهاد إلى نوعين: جهاد ابتدائي وجهاد دفاعي. اختلف الفقهاء حول مشروعية الجهاد الابتدائي في عصر الغيبة، أما الجهاد الدفاعي فهو واجب دون خلاف.
قد اتخذ الشيعة جهاد الإمام الحسين رمزا للجهاد في سبيل الله، وأصبح يوم 10 محرم أو يوم عاشوراء، يوم وقوع المعركة، يوم جهاد الحق من اجل تحرير الإنسانية من الظلم والاضطهاد.

## الزكاة
الزكاة هي إخراج ما قيمته 2.5% من مال المسلم للفقراء والمحتاجين، قال تعالى: ﴿وَالَّذِينَ فِي أَمْوَالِهِمْ حَقٌّ مَعْلُومٌ ۝٢٤﴾ [المعارج:24] وكذلك ﴿وَأَقِيمُوا الصَّلَاةَ وَآتُوا الزَّكَاةَ وَارْكَعُوا مَعَ الرَّاكِعِينَ ۝٤٣﴾ و ﴿إِنَّ الَّذِينَ آمَنُوا وَعَمِلُوا الصَّالِحَاتِ وَأَقَامُوا الصَّلَاةَ وَآتَوُا الزَّكَاةَ لَهُمْ أَجْرُهُمْ عِنْدَ رَبِّهِمْ وَلَا خَوْفٌ عَلَيْهِمْ وَلَا هُمْ يَحْزَنُونَ ۝٢٧٧﴾ [البقرة:277]، والذين يستحقون الزكاة الذي يستحق الزكاة هم الثمانية أصناف الذين ذكرهم الله تعالى في القرآن: ﴿إِنَّمَا الصَّدَقَاتُ لِلْفُقَرَاءِ وَالْمَسَاكِينِ وَالْعَامِلِينَ عَلَيْهَا وَالْمُؤَلَّفَةِ قُلُوبُهُمْ وَفِي الرِّقَابِ وَالْغَارِمِينَ وَفِي سَبِيلِ اللَّهِ وَابْنِ السَّبِيلِ فَرِيضَةً مِنَ اللَّهِ وَاللَّهُ عَلِيمٌ حَكِيمٌ ۝٦٠﴾ [التوبة:60]، والفقير فهو الذي له بلغة من العيش، والمسكين الذي لا شئ معه، والعاملون عليها فهم الذين يسعون في جباية الصدقات، والمؤلفة فهم الذين يتألفون ويستمالون إلى الجهاد، وفي الرقاب وهم المكاتبون والمماليك الذين يكونون تحت الشدة العظيمة، وقد روي أن من وجبت عليه كفارة عتق رقبة في ظهار أو قتل خطإ وغير ذلك، ولا يكون عنده، يشترى عنه ويعتق، والغارمون هم الذين ركبتهم الديون في غير معصية ولا فساد، وفي سبيل الله وهو الجهاد.
وابن السبيل وهو المنقطع به، وقيل أيضا: إنه الضيف الذي ينزل بالإنسان ويكون محتاجا في الحال، وإن كان له يسار في بلده وموطنه.

## الخمس
الخمس هو إخراج خمس ما يفيض على المسلم (الزائد عن حاجته)، قال تعالى: ﴿وَاعْلَمُوا أَنَّمَا غَنِمْتُمْ مِنْ شَيْءٍ فَأَنَّ لِلَّهِ خُمُسَهُ وَلِلرَّسُولِ وَلِذِي الْقُرْبَى وَالْيَتَامَى وَالْمَسَاكِينِ وَابْنِ السَّبِيلِ إِنْ كُنْتُمْ آمَنْتُمْ بِاللَّهِ وَمَا أَنْزَلْنَا عَلَى عَبْدِنَا يَوْمَ الْفُرْقَانِ يَوْمَ الْتَقَى الْجَمْعَانِ وَاللَّهُ عَلَى كُلِّ شَيْءٍ قَدِيرٌ ۝٤١﴾ [الأنفال:41]
| فروع الدين | تواترت الروايات عن أئمة أهل البيت أن الخمس يقسم على ستة أسهم: سهم منه لله، وسهم منه لرسوله، وسهم لذي القربى، وسهم ذي القربى في عصر الرسول لأهل البيت خاصة ومن بعده لهم، ثم لسائر الأئمة الإثني عشر من أهل البيت وأن السهام الثلاثة لله ولرسوله ولذي القربى للعنوان، وأن سهم الله لرسوله يضعه حيث يشاء وما كان للنبي من سهمه وسهم الله يكون من بعده للإمام القائم مقامه، فنصف الخمس في هذه العصور كملا لإمام العصر، سهمان له بالوراثة وسهم مقسوم له من الله تعالى وهو سهم ذي القربى، وأن هذه الأسهم الثلاثة لإمام العصر من حيث إمامته، والأسهم الثلاثة الأخرى سهم لأيتام بني هاشم وسهم لمساكينهم وسهم لأبناء سبيلهم، وهؤلاء هم قربة النبي الذين ذكرهم الله في قوله "وانذر عشيرتك الأقربين". وهو بنو عبد المطلب، الذكر منهم والأنثى، وهم غير أهل بيت النبي. وملاك الاستحقاق في الطوائف الثلاث أمران: أ - قرابتهم من رسول الله. ب - افتقارهم إلى الخمس في مؤنتهم، خلافا لأصحاب السهام الثلاثة الأول الذين كانوا يستحقونها بالعنوان. ويقسم نصف الخمس على الطوائف الثلاث من بني هاشم على الكفاف والسعة ما يستغنون به في سنتهم، فان فضل عنهم شيء فللوالي وأن عجز أو نقص عن استغنائهم فان على الوالي أن ينفق من عنده بقدر ما يستغنون به، وإنما صار عليه ان يمولهم لان له ما فضل عنهم. | فروع الدين |

## الأمر بالمعروف والنهي عن المنكر
الأمر بالمعروف والنهي عن المنكر من الأمور الواجبة في الدين الإسلامي ولهما أهميتهما الكبری في الإسلام. وإنّهما فرعان من فروع الدين عند الشيعة وقد أفرد فقهاء الشيعة لهما بابا أساسيا في كتبهم الفقهية. وقد ثبت وجوبهما عندهم من القرآن، والسُنّة، والإجماع والعقل.
وقد بيّن قرآن الكريم أهمية وعظمة هاتين الفريضتين الإسلاميتين. قال تعالی:﴿وَلْتَكُنْ مِنْكُمْ أُمَّةٌ يَدْعُونَ إِلَى الْخَيْرِ وَيَأْمُرُونَ بِالْمَعْرُوفِ وَيَنْهَوْنَ عَنِ الْمُنْكَرِ وَأُولَئِكَ هُمُ الْمُفْلِحُونَ ۝١٠٤﴾ وكذلك ﴿كُنْتُمْ خَيْرَ أُمَّةٍ أُخْرِجَتْ لِلنَّاسِ تَأْمُرُونَ بِالْمَعْرُوفِ وَتَنْهَوْنَ عَنِ الْمُنْكَرِ وَتُؤْمِنُونَ بِاللَّهِ وَلَوْ آمَنَ أَهْلُ الْكِتَابِ لَكَانَ خَيْرًا لَهُمْ مِنْهُمُ الْمُؤْمِنُونَ وَأَكْثَرُهُمُ الْفَاسِقُونَ ۝١١٠﴾ [آل عمران:110].
جاء في كتب اللغة أن المعروف ما يستحسن من الأفعال، وكلّ ماتعرفه النفس من الخير وتطمئن إليه. والمنكر كل ما قبّحه الشرع وحرّمه وكرّهه.
وهما من أهم الفرائض الواجبة في الإسلام وأكثرها أثرا في حياة الأمة الإسلامية، لأن هذه الفريضة تهدف إلی توجيه الناس نحو الالتزام بتعاليم الدين فيما أمراً أو نهياً. وهذا الامر واجب على كل مسلم مكلف. لكن اختلف الفقهاء في كیفیة وجوبهما، هل هو واجب عیني أو واجب كفائي، لكن الأكثر على أنّه كفائيّ. تبتدئ مراتب الأمر بالمعروف ونهي عن المنكر من القلب، ثمّ اللّسان، ثمّ اليد وتنتهي باجراء الحدود والتّعزيرات. قال الإمام الباقر: «أن الامر بالمعروف والنهي عن المنكر سبيل الأنبياء ومنهاج الصالحين، فريضة عظيمة بها تقام الفرائض... فانكروا بقلوبكم، والفظوا بألسنتكم، وصكّوا بها جباههم، ولا تخافوا في الله لومة لائم.»

## الولاية لأولياء الله
إن التولي من فروع الدين ومن الواجبات العملية لدى المسلمين الشيعة. وإن «الموالاة» و «الولاية» و «التولّي» كلها من أصل واحد، ولها مفهوم واحد، وهي دالّة على الالتحام المنهجي والفكري والسياسي للإنسان المسلم مع القادة الربّانييّن والأئمّة. فيجب على كلّ مسلم بالغ عاقل أن يتّخذ اللَّه ورسوله والإمام وليّاً له، ويتقرّب إليهم بالطاعة والتقوى‌ والعمل الصالح، ويربط نفسه وحياته بهم ويتولّاهم. فإنّ ذلك من أجر الرسالة المحمّدية. حيث جاء في القرآن في سورة الشورى:﴿ذَلِكَ الَّذِي يُبَشِّرُ اللَّهُ عِبَادَهُ الَّذِينَ آمَنُوا وَعَمِلُوا الصَّالِحَاتِ قُلْ لَا أَسْأَلُكُمْ عَلَيْهِ أَجْرًا إِلَّا الْمَوَدَّةَ فِي الْقُرْبَى وَمَنْ يَقْتَرِفْ حَسَنَةً نَزِدْ لَهُ فِيهَا حُسْنًا إِنَّ اللَّهَ غَفُورٌ شَكُورٌ ۝٢٣﴾ [الشورى:23]
فإن التولّي لرسول الله وأهل بيته ومودّتهم ومحبّتهم تكليف إلهي، لا عند حدّ الشعار والقول فقط، بل في السلوك والعمل. ومن مظاهره الزيارة والتشرف بأعتاب النبي وآله.

## البراءة من أعداء الله
إنّ التبري من أركان الدين الإسلامي، وتعني هذه الكلمة البراءة ويقصد بها البراءة من أعداء الله ورسوله والناصب لأهل البيت الحرب والعداء. وهي من فروع الدين عند الشيعة، ومن جملة الواجبات التي لابدّ أن يهتم بها كلّ مسلم بالغ عاقل ويعمل بمضمونها. فيجب معاملة أعداء الدين بكل غضب وعدم السكوت بوجههم، وعدم الانحناء أمامهم والإيحاء بأن ولايتهم لا تتنافی مع الدين. وقد يشير القرآن إلی صفات المؤمنين من أصحاب الرسول بأنهم  أَشِدَّاء عَلَى الْكُفَّارِ رُحَمَاء بَيْنَهُمْ. فلابدّ من اظهار التبري والعداوة لاعداء الإسلام إلى جانب التولي لأولياء الله، فاذا لم تكن العداوة لاعداء الله فإنّ المحبة للأولياء سوف تزول وتضمحل. 
وفي القرآن الكريم آيات كثيرة تدعو للبراءة من الكافرين. ومن تلك الآيات قوله تعالی في سورة التوبة:﴿وَمَا كَانَ اسْتِغْفَارُ إِبْرَاهِيمَ لِأَبِيهِ إِلَّا عَنْ مَوْعِدَةٍ وَعَدَهَا إِيَّاهُ فَلَمَّا تَبَيَّنَ لَهُ أَنَّهُ عَدُوٌّ لِلَّهِ تَبَرَّأَ مِنْهُ إِنَّ إِبْرَاهِيمَ لَأَوَّاهٌ حَلِيمٌ ۝١١٤﴾ [التوبة:114] وكذلك  ﴿وَقَالَ الَّذِينَ اتَّبَعُوا لَوْ أَنَّ لَنَا كَرَّةً فَنَتَبَرَّأَ مِنْهُمْ كَمَا تَبَرَّءُوا مِنَّا كَذَلِكَ يُرِيهِمُ اللَّهُ أَعْمَالَهُمْ حَسَرَاتٍ عَلَيْهِمْ وَمَا هُمْ بِخَارِجِينَ مِنَ النَّارِ ۝١٦٧﴾ [البقرة:167]